# Ideologia política
La ideologia política és un tipus determinat d'ideologia especialitzat en l'estructuració de societats humanes. Per tal motiu, ha de respondre a criteris genuïnament humans, deixant de banda consideracions religioses i similars, que s'englobarien dins la categoria d'ideologies parapolítiques.
El tret característic de les ideologies polítiques és, doncs, la recerca del màxim benestar humà, seguint així l'ètica utilitarista i el positivisme. Les diferències son producte de la concepció de l'home i la seva satisfacció (diferències horitzontals), així com de la rigidesa de les relacions i estructures polítiques (diferències verticals). També poden veure's afectades per qüestions ètiques segons la teoria dels fonaments morals.

## Diferenciació vertical
La diferenciació vertical versa sobre la rigidesa de les estructures polítiques i les relacions humanes. Aquesta diferenciació permet identificar dues famílies: l'estatista i la no-estatista o anarquitzant.
- L'estatisme considera necessària la total estabilitat d'un cos normatiu predefinit (llei), d'un àmbit d'aplicació per a aquestes normes (territori), d'un cos repressiu per a aplicar-les (policia) i d'un òrgan de defensa cap a amenaces externes (exèrcit).

- L'anarquisme no tan sols considera això com a innecessari, sinó com a negatiu per a la consecució d'objectius polítics. Per tant, té una certa tendència a la improvisació d'aquests elements quan siguin estrictament necessaris (per exemple, per destruir l'Estat).

## Diferenciació horitzontal
Les concepcions sobre l'intercomparabilitat de la satisfacció humana són la base de la diferenciació horitzontal de les ideologies polítiques. Bàsicament, en trobam tres: 

### Família paretiana
La família paretiana es caracteritza per la convicció de què la satisfacció és un tret absolutament personal i que no se pot quantificar. Això té com a conseqüència la impossibilitat de comparar satisfaccions, i de realitzar-ne un agregat a la recerca d'un òptim social, cosa que impossibilita la realització de judicis sobre la desigualtat entre individus.
Aquesta teoria, formulada per primera vegada per Vilfredo Pareto, fa d'aquesta família un grup genuïnament liberal i individualista, dins el qual es poden trobar tres ideologies: el liberalisme autoritari, l'anarcocapitalisme i l'autodeterminisme o poliarquia.
- El liberalisme autoritari considera l'Estat com un mal necessari per a garantir un ordre liberal, és a dir, el règim de propietat privada, l'espai de seguretat, etc. Però en cap moment ha de sortir d'aquests àmbits i, per tant, cal restringir fortament les llibertats polítiques d'aquells que defensen un major intervencionisme. Els més moderats es limiten a prohibir constitucionalment la política social del govern, mentre que els més radicals defensen l'abolició del règim democràtic i la instauració d'una dictadura liberal i un estat policíac.

- L'anarcocapitalisme veu en l'Estat una amenaça permanent per a l'individu i, per tant, aboga per la seva destrucció. Com a defensa de la seva propietat i integritat, cada individu s'haurà d'espavilar, ja sigui armant-se, ja sigui pagant a "empreses de seguretat privada". Segons els anarco-capitalistes, aquesta "llei de la jungla" és l'ordre natural de les coses. La quantitat d'elements comuns (sobretot la voluntat que cap votació democràtica pugui instaurar el socialisme) duu a molts teòrics plantejar l'anarcocapitalisme com la vessant no-estatista del liberalisme autoritari (i per tant, part d'aquesta ideologia a nivell horitzontal), cosa d'altra banda menys òbvia que en el cas de l'autodeterminisme i la poliarquia.

- L'autodeterminisme i la poliarquia són, segurament, els més flexibles dels sistemes paretians i, per tant, els més propers a l'esperit del liberalisme clàssic (preguerres Mundials). De fet, l'origen d'aquesta ideologia parteix de la teoria del contracte social de Rousseau, segons la qual la sobirania emana de l'individu, i que aquest la delega mitjançant un pacte amb la resta de la societat. Amb aquest pacte, un determinat col·lectiu s'identifica com a subjecte constituent, i crea la seva pròpia forma de govern. Seguint aquesta filosofia, ja que l'individu n'és el propietari de la seva sobirania, qualsevol grup d'individus es podria posar d'acord i constituir-se com a subjecte polític, amb la seva forma de govern particular.

Les diferències entre aquests dos corrents de pensament interns és que, mentre l'autodeterminisme defensa la territorialitat de la llei (estatisme), la poliarquia manté que la llei bàsicament s'aplica a les persones i les seves propietats, i que per tant no ha de desenvolupar-se necessàriament dins un àmbit territorial determinat. Això fa de la poliarquia un corrent mes anarquitzant, i a l'hora més tolerant cap a les formes totalitàries de govern, ja que per fugir d'elles no és necessària l'emigració.

### Família universalista
La família universalista creu fermament en la capacitat de comparar directament o indirecta les satisfaccions entre tots els humans. Per a realitzar aquesta afirmació es basen en l'empatia i en principis biològics.
La conseqüència lògica d'aquesta visió de les satisfaccions n'és la capacitat de realitzar un agregat de satisfacció col·lectiu, i que per tant les polítiques s'hagin de basar en aquest criteri. És a dir, és una família col·lectivista, ja que la sobirania emana del col·lectiu humà.
Aquest col·lectivisme suposa una major dosi de pragmatisme, ja que tot respon a criteris de l'agregat social, però així i tot s'identifiquen horitzontalment tres ideologies (amb els seus corresponents estatistes i anarquistes), que es disputen la major capacitat de satisfacció social: social-liberalisme, Socialisme i un sistema mixt.
- El social-liberalisme argumenta que la iniciativa individual permet que el producte social s'adapti a les preferències personals de cada individu, optimitzant recursos. Perquè les desigualtats que podrien sorgir no penalitzin negativament l'indicador de satisfacció social, es proposa una igualtat de base, que consisteix a donar a tots els individus unes condicions inicials equitatives (reducció d'herença privada, educació bàsica gratuïta), de forma que a partir de les seves preses de decisions racionals es col·loqui al seu òptim personal, de "valor satisfactori" equivalent a la de la resta dels individus. També s'inclou una assegurança col·lectiva pels accidents o desastres que puguin desvirtuar aquest procés decisori.

- El socialisme considera que una gran varietat de factors, com ara l'atzar, les estructures socials, la impossibilitat tècnica d'un règim de propietat o la incapacitat de l'estat per garantir una autèntica igualtat de base fan recomanable l'acció col·lectiva davant la individual. Segons els socialistes, aquesta garantiria una total igualtat de resultats quant a satisfacció, i les pèrdues en termes de satisfacció social en concepte de diferències entre preferències individuals serien mínimes, ja que tots els humans tenen unes necessitats similars.

- Els partidaris d'un sistema mixt es consideren el centre equilibrat entre els pols socialista i liberal, ja que aposten per una combinació complementària de la iniciativa individual i la col·lectiva. Aquesta combinació depèn del grau de desenvolupament (ja que com més desenvolupat sigui un país, més se diversifiquen les seves necessitats), del moment històric, de trets culturals, de l'especifitat de l'acció (no és el mateix una petita cafeteria que un sistema de posicionament global), d'afers tècnics, etc.

### Família identarista
El tret característic de l'identarisme és la combinació de les teories paretiana i col·lectivista, una per a cada àmbit. Segons els identaristes, la capacitat de comparació de satisfaccions és un tret sociològic i, per tant, es basa en una sèrie de criteris d'identificació. Els grups així creats respondrien de portes enfora a sistemes d'organització paretiana i de portes endins a criteris col·lectivistes.
A part de les diferències d'ordre intern i extern, dins la família identarista trobam una forta discussió sobre quins són els criteris d'identificació i, per tant, els subjectes constituents. Aquesta permet fer una llarga llista d'ideologies d'ordre identarista, entre les quals destaquen:
- Defensors de l'statu quo, segons els quals la comparabilitat de satisfaccions només és possible a l'interior dels actuals subjectes sobirans. Aquesta postura, poc consistent, sol ser més efecte de l'immobilisme que causa ideològica.

- Nacionalistes, en el sentit cultural, segons els quals el subjecte sobirà hauria de ser allò que respon a la seva idea de nació (per exemple: territoris històricament catalanoparlants).

- Els que creuen que la intercomparabilitat neix de la consciència de l'altre, de conèixer la seva existència. A l'actual era planetària, això implicaria sobirania mundial (com amb l'universalisme).

La major part d'aquests criteris responen a un gran dinamisme, cosa que dificulta la creació d'estructures territorials estables i és font inesgotable de conflictes.

## Diferenciació segons eix de preocupació
Les ideologies poden classificar-se segons destaquin un eix o assumpte central, sovint canviant segons la campanya o necessitats del moment. Aquest tema pot actuar com a vertebrador dels seguidors i sol ser més concret que la ideologia profunda, que afecta el model d'estat, ja que un mateix model vertical pot tenir un focus o eix diferenciat segons el grup polític de què es tracti. Alguns dels eixos més freqüents són:
- paper de la religió: es troben partits laics i partits confessionals, grups clericalistes i defensors de la separació entre religió i estat
- respecte a altres països: grups defensors de l'intervencionisme, sigui multilateral o no, del no-intervencionisme o de l'aïllacionisme del país. Es relaciona econòmicament amb la defensa de l'autarquia o de corrents tendents a la globalització

enfront dels potencials canvis de sistema o lleis: hi ha grups conservadors, defensors de l'statu quo, altres de progressistes, altres de radicals (proposen un replantejament del sistema) i, per acabar, els reaccionaris (volen tornar a un estat anterior, considerat millor)

## Instauració de sistemes polítics
Tota la discussió teòrica sobre les ideologies polítiques no té gaire sentit sense una aplicació pràctica d'aquestes, instaurant un determinat sistema polític. Com no existeix una visió unitària de la política, aquesta aplicació passa necessàriament per la imposició forçada d'una ideologia sobre l'altra, d'un sistema sobre l'altre.
Les formes d'imposició poden ser molt variades, i depenen específicament de cada ideologia. Per exemple, dins el col·lectivisme es pot optar per la majoria numèrica (democràcia) de portes per endins (és a dir, una vegada identificat el subjecte sobirà). De portes a fora, és a dir, en la identificació d'un subjecte sobirà, o d'un determinat sistema paretià, només serveixen l'ús (obert o potencial) de la violència i la desobediència civil.
Això implica que en conflictes de sobirania (com el basc o el català) no existeixi, tècnicament, una sortida democràtica.